# Colli Orientali del Friuli Cabernet
 (novembre 2023).
Si vous disposez d'ouvrages ou d'articles de référence ou si vous connaissez des sites web de qualité traitant du thème abordé ici, merci de compléter l'article en donnant les références utiles à sa vérifiabilité et en les liant à la section « Notes et références ».
Le Colli Orientali del Friuli Cabernet est un vin rouge italien de la région Frioul-Vénétie Julienne doté d'une appellation DOC depuis le 20 juillet 1970. Seuls ont droit à la DOC les vins récoltés à l'intérieur de l'aire de production définie par le décret. Les vignobles autorisés se situent au nord-est de la province d'Udine dans les communes de Tarcento, Nimis, Faedis, Povoletto, Attimis, Torreano, San Pietro al Natisone, Prepotto, Premariacco, Buttrio, Manzano, San Giovanni al Natisone et Corno di Rosazzo.
Voir aussi les articles Colli Orientali del Friuli Cabernet riserva et Colli Orientali del Friuli Cabernet superiore.

## Caractéristiques organoleptiques
- couleur: rouge rubis intense, tendant au rouge grenat avec le vieillissement
- odeur: vineux, intense, épicé
- saveur: sèche, tannique, harmonique, légèrement épicé

Le Colli Orientali del Friuli Cabernet se déguste à une température comprise entre 15 et 17 °C. Il se gardera entre 2 et 4 ans.

## Association de plats conseillée
Les viandes rouges grillées.

## Production
Province, saison, volume en hectolitres :
- Udine (1990/91) 3956,93
- Udine (1991/92) 3660,6
- Udine (1992/93) 3673,98
- Udine (1993/94) 2419,84
- Udine (1994/95) 2208,26
- Udine (1995/96) 1821,03
- Udine (1996/97) 2130,13